# Galerie J. H. Bauer

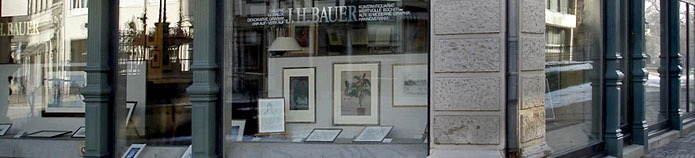
Die Galerie J.H. Bauer in der Altstadt von Hannover (2021)

Die Galerie J. H. Bauer, eigentlich Galerie Jens H. Bauer, mit Sitz in Hannover war eine Galerie und Kunstantiquariat mit Gemälden, Aquarellen, Zeichnungen und Druckgraphiken des 15. bis 20. Jahrhunderts. Sie bestand von 1972 bis 2016. Schwerpunkte des Unternehmens bildeten Werke der Altmeistergraphik, des Klassizismus und der Romantik, die Deutsche Kunst des 18. und 19. Jahrhunderts, der Impressionismus und der Expressionismus sowie die Klassische Moderne. Das Angebot umfasste Künstler aus 7 Jahrhunderten wie zum Beispiel Albrecht Dürer, Rembrandt Harmensz van Rijn, Daniel Nikolaus Chodowiecki, Giovanni Battista Piranesi, Francisco de Goya, Wilhelm Busch, Ernst Barlach, Marc Chagall, Max Liebermann, Käthe Kollwitz, Pablo Picasso, Joan Miró, Heinrich Zille und Kurt Schwitters.

## Geschichte
Die Firma wurde durch den am 12. November 1941 in Stettin geborenen Antiquar und Kunsthändler Jens-Heiner Bauer im Jahr 1972 in der Altstadt von Hannover gegründet. Die Galerie wurde mit einer Ausstellung des hannoverschen Hofmalers Johann Heinrich Ramberg eröffnet. Bauer engagierte sich unter anderem im Messeausschuss der Stuttgarter Antiquariatsmesse und der Kunst & Antiquitäten Messe Hannover. Eines der besonders gepflegten Spezialgebiete Bauers war das Werk von Daniel Nikolaus Chodowiecki.
Der Unternehmensgründer starb am 5. Juni 2007 im Alter von 65 Jahren. Die Nachfolge übernahm Jutta B. Bauer als Teil einer Erbengemeinschaft.
Die Galerie war dem Deutschen Kunsthandelsverband angeschlossen sowie dem Bundesverband des Deutschen Kunst- und Antiquitätenhandels, dem Verband Deutscher Antiquare sowie den angeschlossenen internationalen Verbänden und zählte zu den wichtigen deutschen Händlern von Arbeiten auf Papier. Die Galerie J.H. Bauer stellte auf internationalen Kunstmessen aus, wie zum Beispiel der Westdeutschen Kunstmesse, der Kunstmesse München und der Stuttgarter Antiquariatsmesse.

## Schriften
Unter dem Titel Katalog / Galerie J. H. Bauer, Kunstantiquariat gab das Unternehmen ab 1974 unter anderem eine mehr als 50-bändige Reihe von Katalogen heraus, neben Monographien zu einzelnen Künstlern, wie z. B. Johann Heinrich Ramberg, Daniel Nikolaus Chodowiecki, Mario Donizetti, Adriaen van Ostade, Ludwig Richter, Francisco de Goya, Ludwig Heinrich Jungnickel oder Wilhelm Busch, oder thematisch, wie über Friedrich der Große, italienische und französische Graphik des 18./19. Jahrhunderts oder Scherenschnitte aus vier Jahrhunderten, Kunstliteratur und illustrierte Bücher sowie Exlibris.
Einige dieser Verkaufskataloge unter der Leitung des Firmengründers fanden besondere Beachtung in der Presse, bei Sammlern und Bibliotheken. So wurde der Exlibris-Katalog für das Eignerverzeichnis zum Exlibris-Katalog des Gutenberg-Museums, einem Standardwerk, ausgewertet.
Die Süddeutsche Zeitung berichtete 2008 über den Ankauf der gesamten Chodowiecki-Sammlung: „Die Ostdeutsche Galerie in Regensburg hat die größte Privatsammlung mit Werken des Kupferstechers Daniel Chodowiecki (1726–1801) erworben. Die Sammlung umfasst mehr als 2500 Drucke, 14 Originalzeichnungen und umfangreiche Literatur zu dem Künstler. Mit dem Kauf der Werke des populärsten Grafikers und Sittenschilderers der Epoche der Aufklärung zähle die Regensburger Galerie künftig zu dem Kreis der großen grafischen Sammlungen in Europa, sagte Museumsdirektorin Ulrike Lorenz. Das bayerische Sozialministerium hat den Ankauf der Sammlung des Galeristen und Grafikforschers Jens-Heiner Bauer aus Hannover finanziert.“